# Маар'я-Маґдалеена
Ма́ар'я-Ма́ґдалеена (ест. Maarja-Magdaleena küla) — село в Естонії, у волості Тарту повіту Тартумаа.

## Населення
Чисельність населення на 31 грудня 2011 року становила 220 осіб.

## Історія
До 25 жовтня 2017 року село входило до складу волості Табівере повіту Йиґевамаа.

## Пам'ятки

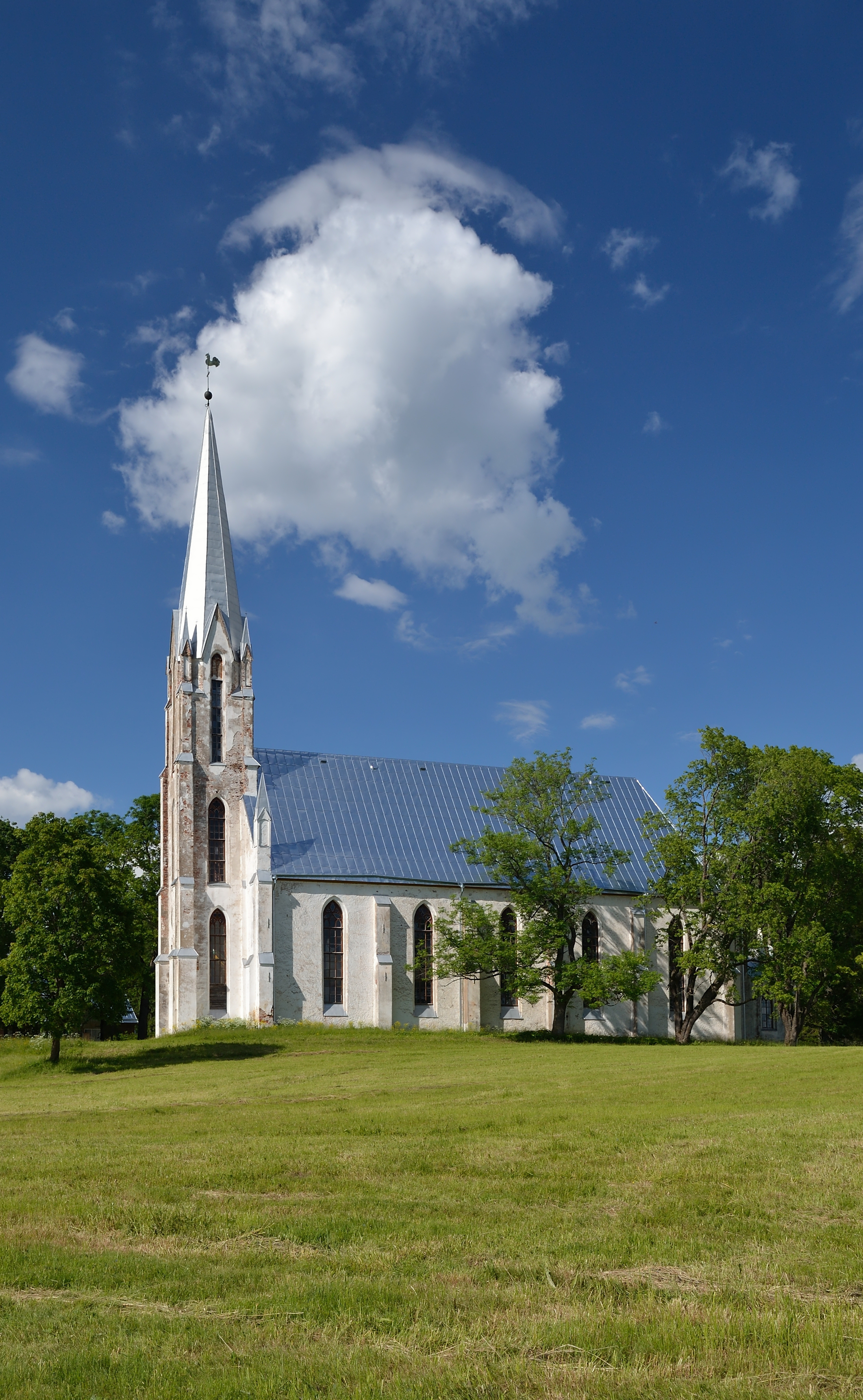
Кірха

- Лютеранська кірха (Maarja-Magdaleena kirik), пам'ятка архітектури.[2]